# Linospadix apetiolatus
Linospadix apetiolatus là loài thực vật có hoa thuộc họ Arecaceae. Loài này được Dowe & A.K.Irvine mô tả khoa học đầu tiên năm 1997.